# Alejandro Alvarado García
Alejandro Alvarado García (León, Nicaragua, 9 de enero de 1839 - San José, Costa Rica,  11 de septiembre de 1922) fue un abogado costarricense.

## Biografía
Nació en León, Nicaragua el 9 de enero de 1839. Hijo de Pedro Pablo Alvarado y Solano, costarricense, y Ana María García y Matus, nicaragüense. Casó en San José el 19 de noviembre de 1871 con Carolina Quirós Morales (1847-1941), hija de José Antonio Quirós y Blanco y Juana Morales y Valverde. Hijos de este matrimonio fueron: José María (1872), Juan Alejandro Víctor Teodorico de Jesús (1873), Ana María Libia Carolina del Rosario (1874), Alejandro Alvarado Quirós, b. Alejandro Víctor Teodorico (1876), abogado y diplomático, casó con María Eugenia Piza Chamorro, Federico Carlos Augusto (1881), médico, casó con Victoria Béeche.
Se graduó de abogado en la Universidad de San Carlos de Guatemala.
Fue Subsecretario de Gobernación en la segunda administración del Presidente José Castro Madriz y Juez en Alajuela y Puntarenas. En 1870 fue nombrado magistrado de la Corte Suprema de Justicia, cargo que desempeñó en varias oportunidades. En 1889 representó a Costa Rica en la Conferencia unionista centroamericana de El Salvador y de 1889 a 1890 fue Secretario de Gobernación y carteras anexas. 
En 1904 fue elegido presidente de la Corte Suprema de Justicia de Costa Rica para el período 1904-1908. Fue reelegido para los períodos 1908-1912 y 1912-1916, pero renunció en 1915 por razones de salud.
Fue Rector de la Universidad de Santo Tomás y presidente del Colegio de Abogados en 1887 y 1903.

## Fallecimiento
Falleció en  San José, Costa Rica, el 11 de septiembre de 1922 a los 83 años de edad.